# Rally de Portugal
El Rally de Portugal, oficialmente Vodafone Rally de Portugal, es una prueba de rally que se disputa anualmente en Portugal desde 1967 y llevada a cabo por el Automóvil Club de Portugal. Entró en el calendario mundialista en 1973, siendo la sexta edición del rally y la tercera ronda de ese año. Se mantuvo en el calendario del mundial ininterrumpidamente durante 29 años, salvo en 1996 que solo fue puntuable para el campeonato de 2 litros, y en 2002 se cayó del calendario. En 2007 regresó al mundial, y al año siguiente volvió a salirse para entrar en el calendario del IRC, aunque en 2009 regresó de nuevo al calendario mundialista.
El Rally de Portugal conocido también como “O melhor rally do mundo” ("el mejor rally del mundo"), frase acuñada por Cesar Torres, antiguo presidente del Automóvil Club de Portugal y su principal impulsor, nació en el año 1967 con la idea de crear una gran prueba de rally de carácter internacional. Inicialmente la prueba se disputó en la localidad de Estoril, cerca de Lisboa y la primera etapa del rally solía disputarse en las carreteras asfaltadas de la sierra de Sintra, muy cerca de la capital lusa. Uno de los tramos más destacados era el de Lagoa Azul, que se corría por una complicada y resbaladiza carretera flanqueada a ambos lados por una muralla humana de espectadores. La segunda etapa del rally se desarrollaba en el centro del país, en la localidad de Arganil, situada al este de Coímbra. Uno de los tramos que se disputaban en esa zona era el conocido como “el infierno verde”, un tramo complicado de más de 40 km, embarrado, muy sinuoso, invadido por la niebla y una intensa y fina lluvia. Esta especial ha sido siempre uno de los jueces del rally y en muchas ocasiones se vivieron grandes batallas como la disputaba entre Walter Röhrl y Markku Alén en  1980, ambos pilotos oficiales de Fiat, que llegaron con muy poca diferencia y donde el alemán Röhrl llegó a meterle más de cuatro minutos entre las dos pasadas logrando la victoria y poniendo la directa para el título mundial que conseguiría ese año.
Una de las características del rally ha sido siempre la masiva influencia de público. A pesar de que, desde su salto al mundial ningún piloto local ha brillado en la prueba, los aficionados portugueses siempre han abarrotado las cunetas de los tramos e incluso el país se paraliza durante la competición. Además los portugueses siempre han destacado por dos cosas: el enorme conocimiento del deporte y la pasión por los rallyes, que en muchas ocasiones ha rozado la temeridad. Un claro ejemplo de esto, fue la polémica edición de 1986, donde fallecieron tres espectadores o la edición de 1987 donde también falleció una persona.
A lo largo de su historia y sobre todo, desde su inclusión en el mundial, la prueba ha modificado su trayecto enormemente. En sus inicios, el rally era muy largo y contaba con un recorrido de concentración, al igual que el Montecarlo y atravesaba el país de sur a norte y de norte a sur, sin pasar únicamente por el Alentejo y el Algarve (las dos regiones más al sur del país). Una vez llegados a Estoril a los equipos les esperaba un recorrido de entre 1500 y 2000 km de los cuales unos 400 eran contra el crono. A partir de 1974, se suprimió el recorrido de concentración pero se mantuvo un kilometraje de unos 2400 km, aunque alargándose la longitud de los tramos cronometrados, siempre por encima de los 600. En 1987 se volvió a recortar el kilometraje total a los 2000 km y en 1997 el rally se tuvo que acoger a la normativa de la FIA que obligaba a todas las pruebas del mundial a reducir el kilometraje de los tramos cronometrados a un máximo de 400 km y a disputarse tan solo sobre una superficie. La organización centró la carrera en el norte, siendo Povoa el epicentro y eliminó los tramos de asfalto, entre ellos los de Sintra, que tantos problemas habían generado en el pasado. En 2005 se trasladó a la zona del Algarve, en el sur del país, y en 2007 con su incorporación al mundial se incluyó un tramo superespecial en el Estadio Algarve.

## Historia
La primera edición se conoció como TAP Rally, debido al apoyado comercial por parte de las aerolíneas nacionales TAP y se caracterizó por la gran variedad de tramos, que mezclaban el asfalto y la tierra, rápidos y sinuosos y sobre todo difíciles. A esto se le añade una climatología inestable, ya que al celebrarse a finales de febrero y principios de marzo, en pocas horas se podía pasar de sol a lluvia, lo que embarraba las carreteras y complicaba aún más la labor a los participantes.
El primer ganador fue el portugués Carpinteiro Albino a bordo de un Renault 8 Gordini. En las siguientes ediciones y hasta su inclusión en el mundial en 1973, en la prueba triunfaron pilotos extranjeros como Tony Fall (1968), Simo Lampinen (1970) o Jean-Pierre Nicolas (1971). En 1969 vencería otro piloto local, Francisco Romãozinho, algo que no se repetiría hasta veinte años después, en 1986. 

### Años 1970

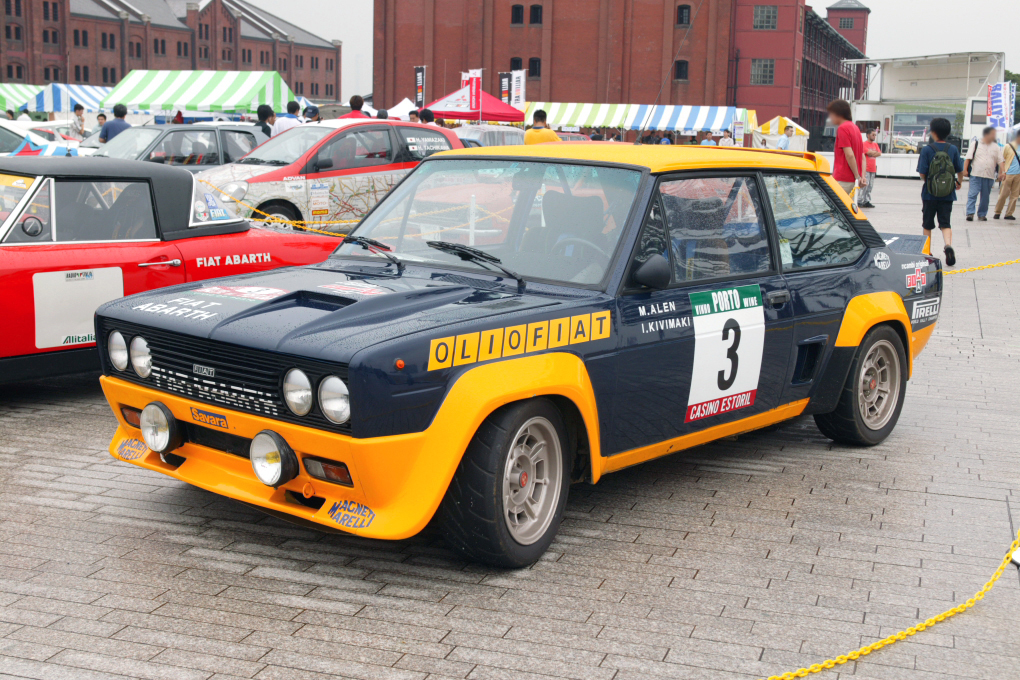
Fiat 131 Abarth de Markku Alén con el que ganó en 1977.

En 1973, ya dentro del calendario del mundial, el ganador fue el francés Jean-Luc Thérier, a bordo de un Alpine-Renault A110 1800. En 1974 la prueba estuvo a punto de cancelarse debido a la crisis del petróleo, pero no solo llegó a realizarse sino que abrió el calendario del mundial. En 1978 el piloto finés Markku Alén logró su tercera victoria de la prueba, siempre con vehículos de la marca Fiat. Durante la década de los 70' el Grupo Fiat lograría cinco victorias en la prueba: dos con el Fiat 131, dos con el Fiat 124 y una con el Lancia Stratos.

### Años 1980

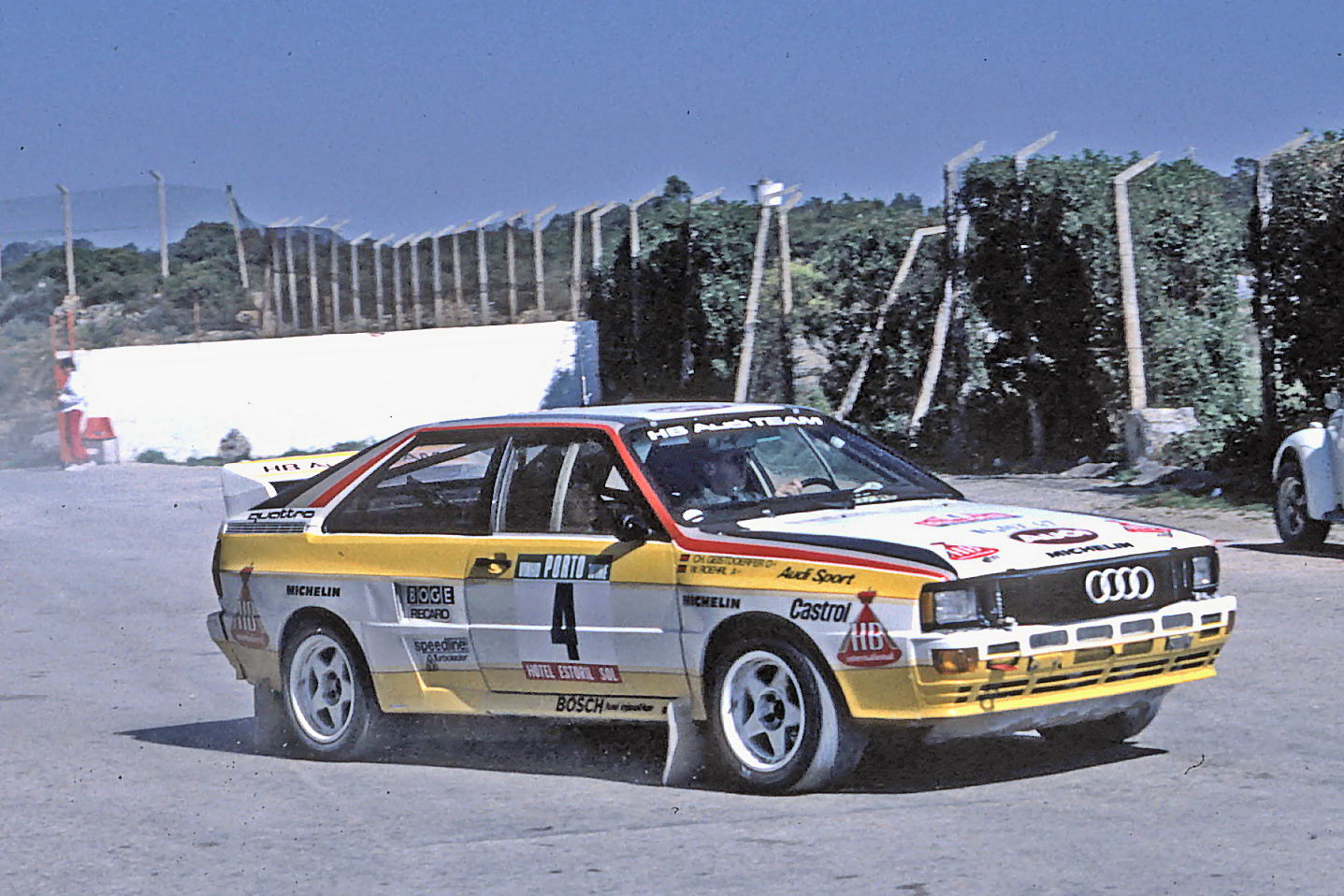
Walter Röhrl con el Audi Quattro en 1984.

Desde los 1970 y hasta los 1980 el rally era conocido por la imprudencia de los espectadores que se situaban sobre los tramos, lo que causaba grandes distracciones para los pilotos lo que derivó en dos accidentes ocurridos en 1986 y 1987 donde fallecieron varios espectadores y provocó, junto a la muerte de Toivonen en Córcega de 1986 en la prohibición de los Grupo B. En el primero de los accidentes, en 1986 durante la primera sección del rally, en Sintra, en el tramo de Lagoa Azul, el piloto portugués Joaquim Santos se salió de la carretera con su Ford RS200 arrollando a los espectadores que allí se encontraban provocando la muerte de tres personas, mientras una treintena resultaron heridas. La retirada de los equipos oficiales tras el accidente dio a Joaquim Moutinho, la única victoria de un piloto local en la prueba siendo puntuable para el mundial, además de ser la primera en la historia del campeonato para un portugués. Aunque fue un suceso trágico, fue el resultado lógico del comportamiento de los espectadores del rally, aunque también fue un factor determinante la velocidad de los coches del Grupo B. No solo era peligroso para los espectadores, sino que también lo era para los pilotos mismos. El entonces campeón del mundo Timo Salonen admitió, en la edición del año 1986, que tenía miedo de salir el primero a la carretera. Walter Röhrl tenía su propia teoría de la situación de la gente: Solo tienes que ver a la gente como una pared, no como espectadores. dijo.
En la edición de 1987 se repitió lo sucedido el año anterior, un piloto privado arrolló la multitud que se encontraba en el tramo, con resultado de una persona muerta y una decena de heridos. Ese año ganaría Markku Alén, la que sería su quinta victoria en la prueba, a bordo de un Lancia Delta HF 4WD. Hasta 1990, Lancia lograría tres victorias más, las tres con Miki Biasion, y de manera consecutiva.

### Años 1990
No fue hasta los inicios de los años 1990 que el Rally de Portugal no se convirtió en un ejemplo de sistema de control de los espectadores, convirtiéndose en un rally mejor. La multitud no era menor que en ediciones anteriores, pero se comportaba mejor y era más conscientes de los riesgos que comportaba ser un espectador de un rally. En los primeros años de la década, los pilotos Carlos Sainz y Juha Kankkunen lograron dos victorias cada uno. En 1996 la prueba se cayó del calendario debido a las imposiciones de la FIA, por lo que solo fue puntuable para el campeonato de 2 litros. El vencedor en esa ocasión era el piloto portugués Rui Madeira con un Toyota Celica GT-Four, justo diez años después de que lo lograra su compatriota Joaquin Moutinho.
En 1998 se vivió una de las ediciones más apretadas: el piloto escocés Colin McRae se hizo con la victoria a bordo de un Subaru Impreza WRC sacando tan solo dos segundos al español Carlos Sainz. McRae repitió victoria al año siguiente, en esa ocasión con un Ford Focus WRC y de nuevo por delante de Sainz.

### Años 2000

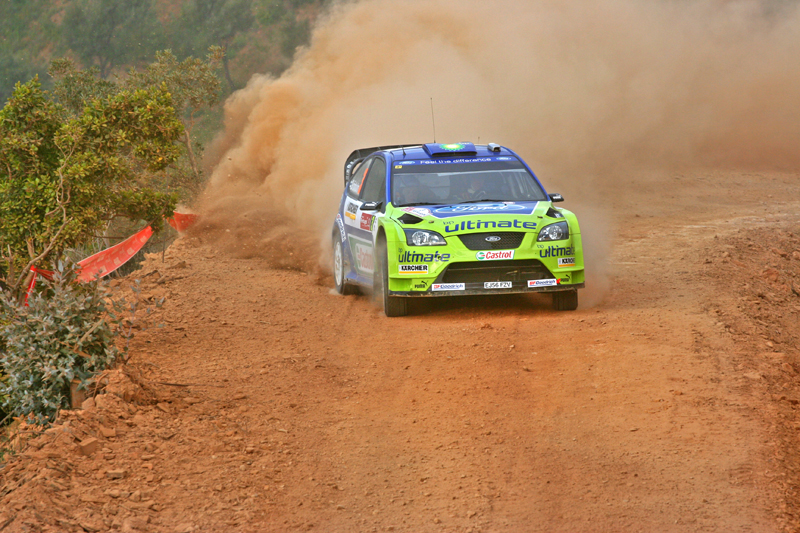
Marcus Grönholm durante la edición de 2007 con el Ford Focus WRC.

La última edición puntuable para el mundial fue la del 2001, que se corrió bajo una intensa lluvia. Esta edición la ganó Tommi Mäkinen con un Mitsubishi Lancer Evo VI. En 2002 la carrera se cayó del calendario mundialista y en su lugar se disputó el Rally de Alemania, entre otros motivos la FIA se justificó basándose en problemas de organización. Durante cinco años la prueba siguió realizándose, siendo solamente puntuable para el campeonato portugués. Durante esos años el piloto local Armindo Araújo logró tres victorias (2003, 2004, 2006) convirtiéndose así en el piloto portugués con más victorias en la prueba.
En 2005, los organizadores del Rally de Portugal, anunciaron sus intenciones de volver a formar parte del WRC, esta vez con una localización alrededor del Algarve. En 2006 se corrió como preinscripción al Campeonato Mundial de Rally y ese mismo año se anunció la incorporación del rally al calendario del WRC para la temporada 2007. El vencedor de esa edición fue el francés Sébastien Loeb, donde su compañero Dani Sordo fue tercero gracias a las penalizaciones que sufrieron los dos pilotos de Ford tras el término del mismo.
Al año siguiente la prueba fue puntuable para el IRC, donde venció el italiano Luca Rossetti con un Peugeot 207 S2000, pero en 2009 regresó al mundial con victoria de nuevo para Loeb. Los dos años siguientes vencería otro piloto francés, también con el equipo galo: Sébastien Ogier.
En 2012 y tras la entrega de premios donde Mikko Hirvonen celebró la victoria, acompañado en el podio por Mads Østberg y Evgeny Novikov, los comisarios de carrera anunciaron la descalificación del finlandés por irregularidades en el turbo y el embrague del Citroën DS3 WRC por lo que la victoria fue finalmente para el noruego Ostberg, la primera en su carrera en el mundial.

### Ganadores

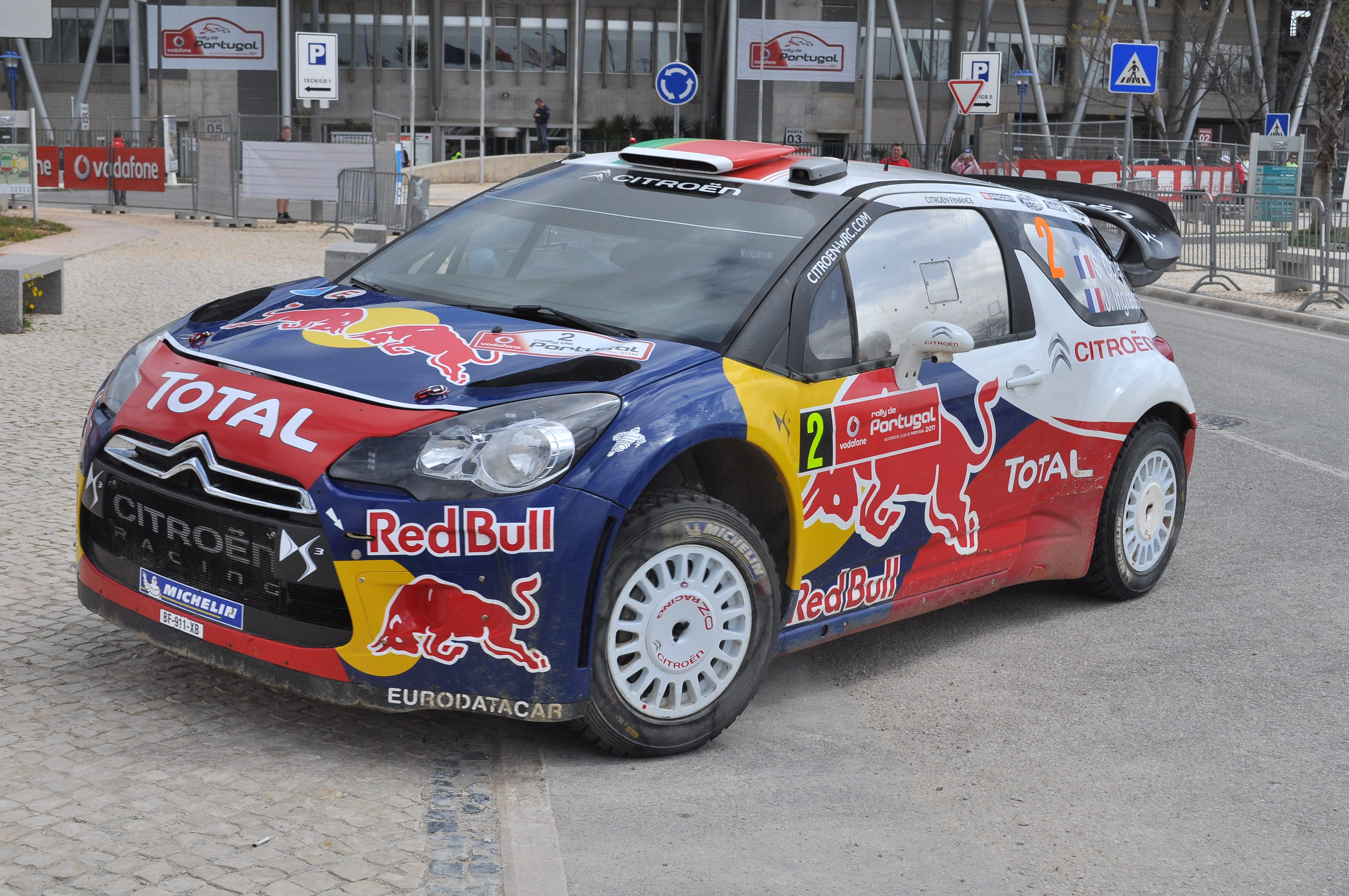
El francés Sébastien Ogier ganó cinco veces la prueba. El equipo francés Citroën World Rally Team suma cuatro victorias en la prueba lusa.

El piloto con más victorias en el rally es el finlandés Markku Alén, quien ganó la competición cinco veces. A continuación e igualado con él se sitúa Sébastien Ogier y después les siguen Hannu Mikkola, Miki Biasion y Armindo Araújo con tres victorias cada uno. Desde la primera edición solo cinco pilotos locales lograron la victoria en la prueba: Carpinteiro Albino (1967), Francisco Romãozinho (1969), Joaquim Moutinho (1986), Rui Madeira (1996) y Armindo Araújo (2003, 2004 y 2006).

## Palmarés
| Año    | Edición                                 | Piloto               | Copiloto                | Vehículo                   | Serie             |
| ------ | --------------------------------------- | -------------------- | ----------------------- | -------------------------- | ----------------- |
| 1967   | 1.eɽ Rally de Portugal                  | Carpinteiro Albino   | Silva Pereira           | Renault 8 Gordini          |                   |
| 1968   | 2.º Rally de Portugal                   | Tony Fall            | Ron Crellin             | Lancia Fulvia HF           |                   |
| 1969   | 3.eɽ Rally de Portugal                  | Francisco Romãozinho | "Jocames"               | Citroën DS Proto           |                   |
| 1970   | 4.º TAP Rally de Portugal               | Simo Lampinen        | John Davenport          | Lancia Fulvia HF           |                   |
| 1971   | 5.º TAP Rally de Portugal               | Jean-Pierre Nicolas  | Jean Todt               | Renault Alpine A110 1600   |                   |
| 1972   | 6.º TAP Rally de Portugal               | Achim Warmbold       | John Davenport          | BMW 2002 TI                |                   |
| 1973   | 7.º TAP Rally de Portugal               | Jean-Luc Thérier     | Jacques Jaubert         | Renault Alpine A110 1800   | WRC               |
| 1974   | 8.º TAP Rallye de Portugal              | Raffaele Pinto       | Arnaldo Bernacchini     | Fiat Abarth 124 Rallye     | WRC               |
| 1975   | 9.º Rallye de Portugal Vinho do Porto   | Markku Alén          | Ilkka Kivimäki          | Fiat Abarth 124 Rallye     | WRC               |
| 1976   | 10.º Rallye de Portugal Vinho do Porto  | Sandro Munari        | Silvio Maiga            | Lancia Stratos HF          | WRC               |
| 1977   | 11.º Rallye de Portugal Vinho do Porto  | Markku Alén          | Ilkka Kivimäki          | Fiat 131 Abarth            | WRC               |
| 1978   | 12.º Rallye de Portugal Vinho do Porto  | Markku Alén          | Ilkka Kivimäki          | Fiat 131 Abarth            | WRC               |
| 1979   | 13.eɽ Rallye de Portugal Vinho do Porto | Hannu Mikkola        | Arne Hertz              | Ford Escort RS1800         | WRC               |
| 1980   | 14.º Rallye de Portugal Vinho do Porto  | Walter Röhrl         | Christian Geistdörfer   | Fiat 131 Abarth            | WRC               |
| 1981   | 15.º Rallye de Portugal Vinho do Porto  | Markku Alén          | Ilkka Kivimäki          | Fiat 131 Abarth            | WRC               |
| 1982   | 16.º Rallye de Portugal Vinho do Porto  | Michèle Mouton       | Fabrizia Pons           | Audi quattro               | WRC               |
| 1983   | 17.º Rallye de Portugal Vinho do Porto  | Hannu Mikkola        | Arne Hertz              | Audi quattro A1            | WRC               |
| 1984   | 18.º Rallye de Portugal Vinho do Porto  | Hannu Mikkola        | Arne Hertz              | Audi quattro A2            | WRC               |
| 1985   | 19.º Rallye de Portugal Vinho do Porto  | Timo Salonen         | Seppo Harjanne          | Peugeot 205 Turbo 16       | WRC               |
| 1986   | 20.º Rallye de Portugal Vinho do Porto  | Joaquim Moutinho     | Edgar Fortes            | Renault 5 Turbo            | WRC               |
| 1987   | 21.eɽ Rallye de Portugal Vinho do Porto | Markku Alén          | Ilkka Kivimäki          | Lancia Delta HF 4WD        | WRC               |
| 1988   | 22.º Rallye de Portugal Vinho do Porto  | Miki Biasion         | Carlo Cassina           | Lancia Delta Integrale     | WRC               |
| 1989   | 23.eɽ Rallye de Portugal Vinho do Porto | Miki Biasion         | Tiziano Siviero         | Lancia Delta Integrale     | WRC               |
| 1990   | 24.º Rallye de Portugal Vinho do Porto  | Miki Biasion         | Tiziano Siviero         | Lancia Delta Integrale 16V | WRC               |
| 1991   | 25.º Rallye de Portugal Vinho do Porto  | Carlos Sainz         | Luis Moya               | Toyota Celica GT-Four      | WRC               |
| 1992   | 26.º Rallye de Portugal Vinho do Porto  | Juha Kankkunen       | Juha Piironen           | Lancia Delta HF Integrale  | WRC               |
| 1993   | 27.º Rallye de Portugal Vinho do Porto  | François Delecour    | Daniel Grataloup        | Ford Escort RS Cosworth    | WRC               |
| 1994   | 28.º Rallye de Portugal Vinho do Porto  | Juha Kankkunen       | Nicky Grist             | Toyota Celica Turbo 4WD    | WRC               |
| 1995   | 29.º Rallye de Portugal Vinho do Porto  | Carlos Sainz         | Luis Moya               | Subaru Impreza 555         | WRC               |
| 1996   | 30.º Rallye de Portugal Vinho do Porto  | Rui Madeira          | Nuno Rodrigues da Silva | Toyota Celica GT-Four      | C2L               |
| 1997   | 31.eɽ Rallye de Portugal Vinho do Porto | Tommi Mäkinen        | Seppo Harjanne          | Mitsubishi Lancer Evo IV   | WRC               |
| 1998   | 32.º Rallye de Portugal Vinho do Porto  | Colin McRae          | Nicky Grist             | Subaru Impreza WRC         | WRC               |
| 1999   | 33.eɽ Rallye de Portugal Vinho do Porto | Colin McRae          | Nicky Grist             | Ford Focus WRC             | WRC               |
| 2000   | 34.º Rallye de Portugal Vinho do Porto  | Richard Burns        | Robert Reid             | Subaru Impreza WRC         | WRC               |
| 2001   | 35.º Rallye de Portugal Vinho do Porto  | Tommi Mäkinen        | Risto Mannisenmäki      | Mitsubishi Lancer Evo VI   | WRC               |
| 2002   | 36.º TMN Rallye de Portugal             | Didier Auriol        | Thierry Barjou          | Toyota Corolla WRC         |                   |
| 2003   | 37.º TMN Rallye de Portugal             | Armindo Araújo       | Miguel Ramalho          | Citroën Saxo Kit Car       |                   |
| 2004   | 38.º TMN Rallye de Portugal             | Armindo Araújo       | Miguel Ramalho          | Citroën Saxo Kit Car       |                   |
| 2005   | 39.º TMN Rallye de Portugal             | Daniel Carlsson      | Mattias Andersson       | Subaru Impreza WRX         |                   |
| 2006   | 40.º PT-Rally de Portugal               | Armindo Araújo       | Miguel Ramalho          | Mitsubishi Lancer Evo VIII |                   |
| 2007   | 41.eɽ Vodafone Rally de Portugal        | Sébastien Loeb       | Daniel Elena            | Citroën C4 WRC             | WRC               |
| 2008   | 42.º Vodafone Rally de Portugal         | Luca Rossetti        | Matteo Chiarcossi       | Peugeot 207 S2000          | IRC               |
| 2009   | 43.eɽ Vodafone Rally de Portugal        | Sébastien Loeb       | Daniel Elena            | Citroën C4 WRC             | WRC               |
| 2010   | 44.º Vodafone Rally de Portugal         | Sébastien Ogier      | Julien Ingrassia        | Citroën C4 WRC             | WRC               |
| 2011   | 45.º Vodafone Rally de Portugal         | Sébastien Ogier      | Julien Ingrassia        | Citroën DS3 WRC            | WRC               |
| 2012   | 46.º Vodafone Rally de Portugal         | Mads Østberg         | Jonas Andersson         | Ford Fiesta RS WRC         | WRC               |
| 2013   | 47.º Vodafone Rally de Portugal         | Sébastien Ogier      | Julien Ingrassia        | Volkswagen Polo R WRC      | WRC               |
| 2014   | 48.º Vodafone Rally de Portugal         | Sébastien Ogier      | Julien Ingrassia        | Volkswagen Polo R WRC      | WRC               |
| 2015   | 49.º Vodafone Rally de Portugal         | Jari-Matti Latvala   | Miikka Anttila          | Volkswagen Polo R WRC      | WRC               |
| 2016   | 50.º Vodafone Rally de Portugal         | Kris Meeke           | Paul Nagle              | Citroën DS3 WRC            | WRC               |
| 2017   | 51.eɽ Vodafone Rally de Portugal        | Sébastien Ogier      | Julien Ingrassia        | Ford Fiesta RS WRC         | WRC               |
| 2018   | 52.º Vodafone Rally de Portugal         | Thierry Neuville     | Nicolas Gilsoul         | Hyundai i20 Coupe WRC      | WRC               |
| 2019   | 53.eɽ Vodafone Rally de Portugal        | Ott Tänak            | Martin Järveoja         | Toyota Yaris WRC           | WRC               |
| 2020   | Edición cancelada                       | Edición cancelada    | Edición cancelada       | Edición cancelada          | Edición cancelada |
| 2021   | 54.º Vodafone Rally de Portugal         | Elfyn Evans          | Scott Martin            | Toyota Yaris WRC           | WRC               |
| 2022   | 55.º Vodafone Rally de Portugal         | Kalle Rovanperä      | Jonne Halttunen         | Toyota GR Yaris Rally1     | WRC               |
| 2023   | 56.º Vodafone Rally de Portugal         | Kalle Rovanperä      | Jonne Halttunen         | Toyota GR Yaris Rally1     | WRC               |
| 2024   | 57.º Vodafone Rally de Portugal         | Sébastien Ogier      | Vincent Landais         | Toyota GR Yaris Rally1     | WRC               |
| 2025   | 58.º Vodafone Rally de Portugal         | Sébastien Ogier      | Vincent Landais         | Toyota GR Yaris Rally1     | WRC               |
| [ 11 ] |                                         |                      |                         |                            |                   |

## Vencedores con más de una victoria
| # | Piloto          | Victorias | Años                                     |
| - | --------------- | --------- | ---------------------------------------- |
| 1 | Sébastien Ogier | 7         | 2010, 2011, 2013, 2014, 2017, 2024, 2025 |
| 2 | Markku Alén     | 5         | 1975, 1977, 1978, 1981, 1987             |
| 3 | Hannu Mikkola   | 3         | 1979, 1983, 1984                         |
| 3 | Armindo Araújo  | 3         | 2003, 2004, 2006                         |
| 5 | Miki Biasion    | 2         | 1988, 1989                               |
| 5 | Carlos Sainz    | 2         | 1991, 1995                               |
| 5 | Juha Kankkunen  | 2         | 1992, 1994                               |
| 5 | Tommi Mäkinen   | 2         | 1997, 2001                               |
| 5 | Colin McRae     | 2         | 1998, 1999                               |
| 5 | Sebastien Loeb  | 2         | 2007, 2009                               |